# Антракс (филм)
Вижте пояснителната страница за други значения на Антракс.
„Антракс“ е български игрален филм (драма) от 1990 година на режисьора Станислава Калчева, по сценарий на Георги Богданов. Оператор е Александър Иванов. Музиката във филма е композирана от Антони Дончев.

## Актьорски състав
- Петър Слабаков – Тодор
- Даниела Горанова – Жената
- Никола Добрев – Некол
- Чавдар Аличков
- Цветан Грозев
- Кольо Димовски
- Христо Койнов
- Атанас Ковачев
- Цветан Ковачев
- Добри Сейженски
- Бою Недковски